# キュッパーノ
キュッパーノ（伊: Chiuppano）は、イタリア共和国ヴェネト州ヴィチェンツァ県にある、人口約2,500人の基礎自治体（コムーネ）。

## 地理

### 位置・広がり

#### 隣接コムーネ
隣接するコムーネは以下の通り。
- カルトラーノ
- カルヴェーネ
- カッレ
- ルーゴ・ディ・ヴィチェンツァ
- ピオヴェーネ・ロッケッテ

### 気候分類・地震分類
気候分類では、zona E, 2690 GGに分類される。
また、イタリアの地震リスク階級 (it) では、zona 2 (sismicità media) に分類される。